# Чапман, Маргерит
Маргерит Чапман (англ. Marguerite Chapman, 9 марта 1918 — 31 августа 1999) — американская актриса.
В юности работала телефонным коммутатором в Уайт-Плейнс, после чего, благодаря своей приятной внешности, начала карьеру в модельном бизнесе. Чапман работала в престижном модельном агентстве Джона Роберта Пауэрса в Нью-Йорке, а вскоре попала во внимание киностудии «20th Century Fox», которая заключила с ней контракт. Её кинодебют состоялся в 1940 году, и за последующие два года актриса появилась более чем в десятке кинокартин на второстепенных ролях.
Первый успех к ней пришёл с главной ролью в криминальном киносериале «Сногсшибательный шпион», в котором она сыграла во всех двенадцати частях. В годы Второй мировой войны Чапман занималась продажей военных облигаций, а также развлекала войска в клубе «Голливудская столовая», где вместе с ней работали многие американские звёзды. В послевоенные годы актриса реже появлялась на большом экране, и в её дальнейшей фильмографии можно насчитать всего десяток картин, среди которых «Канзасские рейдеры» (1950), «Полёт на Марс» (1951) и «Зуд седьмого года» (1955). Несмотря на это, она оставалась довольно активна на телевидении до 1976 года, где появилась в сериалах «Перри Мейсон», «Сыромятная плеть» и «Полицейская история».
В 1997 году Чапман была предложена роль старой Розы в блокбастере Джеймса Кэмерона «Титаник», но плохое здоровье помешало ей принять предложение. Маргерит Чапман умерла в 1999 году в возрасте 81 года в Калифорнии. Похоронена на кладбище Святого креста а Калвер-Сити. Её вклад в американское телевидение отмечен звездой на Голливудской аллее славы.